# Jun Tsuji
Jun Tsuji (辻 潤), plus tard appelé Ryūkitsu Mizushima, né le 4 octobre 1884 à Tokyo et décédé de sous-alimentation à l'âge de 60 ans le 24 novembre 1944 dans cette même ville, est un écrivain japonais, poète, essayiste, dramaturge et traducteur. Il est également décrit en tant que dadaïste, nihiliste, épicurien, joueur de shakuhachi, acteur et bohéme. Il est l'auteur des premières traductions japonaises de L'Unique et sa propriété de Max Stirner et L'Homme de génie de Cesare Lombroso.

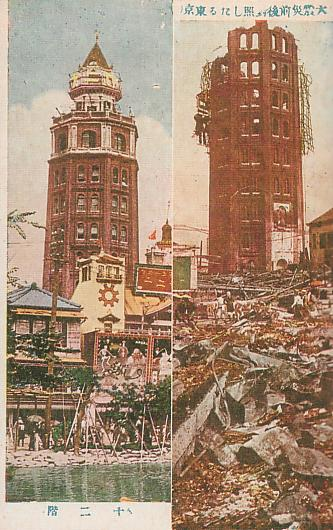
Le Ryōunkaku, avant et après sa destruction.

Né à Tokyo, Jun Tsuji s'évade dans la littérature dès son enfance qu'il décrit comme « rien d'autre que de la misère et de la souffrance, une série de difficultés traumatisantes ». Il commence ensuite à s'intéresser à l'humanisme tolstoïen, à l'anarchisme socialiste de Shūsui Kōtoku, à la littérature d'Oscar Wilde et de Voltaire et de beaucoup d'autres. Plus tard, en 1920, Tsuji découvre le dadaïsme et s'autoproclame premier dadaïste du Japon, titre également revendiqué par son contemporain Takahashi Shinkichi. Tsuji devient un fervent partisan de l'anarchisme égoïste issue de la philosophie de Max Stirner (en), ce qui sera un sujet de discorde entre lui et Takahashi. Tsuji réalise en 1929 la préface du recueil de poésie Ao Uma wo Mitari (« J'ai vu un cheval pâle ») de la féministe Fumiko Hayashi et est très actif dans les milieux artistiques radicaux de son temps.

## Épicurisme et anarchisme esthétique
Tsuji est influencé par la philosophe d'Épicure et de nombreuses caractéristiques de l'épicurisme sont visibles dans son mode de vie. Il évite par exemple de s'engager activement dans la politique et cherche à atteindre une forme d'ataraxie. Il a apparemment fait l'expérience du vagabondage et de l'égotisme. Il passe le plus clair de son temps à essayer de profiter d'une vie simple et sans souffrance (aponie). Bien que ses seuls écrits soient significatifs, il semble que Tsuji se concentrait sur l'expérimentation d'un mode de vie libéré. La plupart de ses écrits décrivent cette philosophie, ainsi que la démarche personnelle de Tsuji pour atteindre cet objectif. Hagiwara Kyōjirō écrivait : « Tsuji a choisi de s'exprimer à travers la vie et non avec une plume, par le biais de sa personnalité. Autrement dit, Tsuji lui-même était l'œuvre de son expression ». Ce n'est pas une coïncidence si cela ressemble à l'anarchisme esthétique (en) décrit par Max Stirner, qui semble être le philosophe le plus important dans le développement de Tsuji.

## Mort d'un épicurien
L'une des plus célèbres pièces de Tsuji est Mort d'un épicurien, de style dadaïste et absurde, dans laquelle un personnage doit affronter Panta Rheis (Πάντα ῥεῖ), la nature éphémère de toutes choses. Tsuji considérait le concept de Panta Rhei comme apparenté au Rien créatif de Stirner, dans lequel c'est parce qu'il existe le néant dans toutes choses qu'il y a possibilité à la création et au changement. Tsuji considérait également que cela relevait du concept bouddhiste de vide/néant, parfois traduit en mu.
Dans Mort d'un épicurien, Tsuji commente la destruction du Ryōunkaku (« Tour surpassant les nuages ») dans l'arrondissement d'Asakusa, qu'il considérait comme chez lui, à Tokyo. Ce bâtiment était un gratte-ciel devenu un symbole de la modernisation du Japon, et sa destruction lors du grand séisme de Kantō de 1923 est considérée comme aussi désastreuse que celle de la tour de Babel. Cet édifice était très populaire dans la littérature et utilisé par plusieurs auteurs comme Takuboku Ishikawa.
Écrit peu de temps après sa destruction, Mort d'un épicurien de Tsuji cite :
« La tour d'Asakusa s'est embrasée dans des colonnes de feu et de ses cendres est née la jeune « Variété d'Épicure » (en français dans le texte). Effondré par la douleur d'apprendre que « toute chose est en mouvement », les enfants maquillés avec du rouge pour les joues et de la poudre jouent du tambourin et des castagnettes. Chantez l'incantation « Panta Rhei » et bénissait les lèvres et les cuisses des jeunes hommes. »
Dans ce passage, Tsuji décrit la naissance d'un épicurien comme quelqu'un qui vient de découvrir le caractère éphémère des icônes qui semblent éternelles comme le Ryōunkaku et la grande ville de Tokyo. L'épicurien est représenté ici comme quelqu'un qui, dans son désespoir, embrasse les arts en réponse à la tragédie de l'éphémère. Pour Tsuji, dont la maison a été réduite par le tremblement de terre à un « monstre de cubisme », ce passage peut être autobiographique, décrivant sa propre révélation de l'épicurisme et des arts.

## Censure et vagabondage
Tsuji écrit beaucoup durant les années 1920, une période dangereuse de l'histoire japonaise pour les écrivains controversés, et fait l'expérience de la censure et du harcèlement policier. Ses proches collaborateurs sont également persécutés, comme son ex-femme Noe Itō qui est assassinée lors de l'incident d'Amakasu.
Étant lui-même un écrivain controversé du milieu artistique radical de Tokyo, Tsuji croyait que s'il avait été un paysan en Union soviétique, il aurait certainement été exécuté (?). Ce climat politique poussa Tsuji vers le vagabondage:
« Que j'ai marché, sans but et avec le minimum de biens, étant soudainement devenu absorbé par le vent, l'eau, l'herbe et toutes les choses de la nature, il n'est pas rare pour ce genre d'existence de devenir suspecte. Et c'est parce que mon existence est suspecte que je vole hors de la société et que je disparais. En certaines circonstances, il est possible de ressentir l'« extase religieuse du vagabond ». Parfois, certains peuvent être totalement perdus dans cette expérience. Ainsi, lorsque je m'apprête moi-même à apposer quelque chose sur le papier, les sentiments de ces anciens moments remontent dans mon esprits, et je suis contraint de les transmettre comme tels.
Lorsque je suis emmené par l'écriture, c'est déjà trop tard et je deviens un captif enchaîné... Ainsi, après avoir écrit et bavardé abondamment, c'est comme si je ressentais avoir fait quelque chose de totalement inutile. Cela provoque en moi une perte de l'envie d'écrire. Néanmoins, jusqu'à maintenant, j'ai toujours écrit et vais continuer à écrire.
Mon envie de vagabonder vient de l'inquiétude de rester inactif... et cette inquiétude est pour moi terrible.
Jun Tsuji, Romance du vagabond. 29 juillet 1921. »

## L'incident du Tengu et l'abjuration du Bouddhisme
En 1932, Tsuji est interné en hôpital psychiatrique après l'« incident du Tengu ». Selon plusieurs versions, durant une soirée chez un ami, Tsuji est monté au premier étage et a commencé à battre des bras en criant « Je suis un tengu ! », avant de sauter dans le vide, puis de courir autour du bâtiment, et de grimper sur une table en hurlant « kyaaaaaa, kyaaaa ! ! »
Après son hospitalisation, Tsuji est diagnostiqué comme ayant souffert d'une psychose temporaire probablement due à son alcoolisme notoire. Durant son internement, il commence à idéaliser le moine bouddhiste Shinran et lit plusieurs fois le Tannishō. Tsuji abandonne par la suite sa carrière d'écrivain et retourne à son activité de vagabondage, dans le sillage des moines Komusō, en guise de Nekkhamma (« renonciation du Bouddhisme »).
Durant les années suivantes, Tsuji connaît plusieurs incidents avec la police et se retrouve plusieurs fois à l'hôpital psychiatrique. À l'âge de 41 ans, il commence à souffrir d'un asthme sévère et devient accablé de factures d'hôpitaux. Alors que les droits d'auteurs de ses livres et une sorte de « club d'admirateurs de Jun Tsuji » (辻潤後援会 (Tsuji Jun kōenkai)) lui fournissent un soutien financier, Tsuji est pris dans la tourmente des difficultés économiques de la fin de la Seconde Guerre mondiale et passe les dernières années de sa vie en tant que pauvre vagabond. Il faisait souvent du porte à porte pour offrir ses services de joueur de shakuhachi. Il s'installe en 1944 dans le petit appartement d'un ami à Tokyo où il est retrouvé mort de faim.
Sa tombe se trouve au Safuku-ji à Tokyo.

## Influence
Tsuji est connu pour avoir participé à l'implantation du mouvement dada au Japon, en même temps que ses contemporains Murayama Tomoyoshi, Eisuke Yoshiyuki et Takahashi Shinkichi. Il est l'un des plus importants contributeurs japonais à la philosophie nihiliste d'avant-guerre. Son fils est le peintre Makoto Tsuji.
Tsuji est représenté dans le film Eros + Massacre et fut le sujet de plusieurs livres et articles japonais. Hagiwara Kyōjirō, ami de Tsuji et contemporain anarchiste, le décrit comme suit :
« Cette personne, « Jun Tsuji », est aujourd'hui le personnage le plus intéressant au Japon... Il est comme un moine révolutionnaire, comme le Christ... Les vagabonds et les travailleurs de la ville se rassemblent autour de lui. Les chômeurs défaits et les sans-le-sou trouvent en lui leur propre maison et religion... ses disciples sont les affamés et les pauvres de ce monde. Entouré d'eux, il prêche passionnément les bonnes nouvelles du nihilisme. Mais il n'est pas comme le Christ et il prêche ivre et sans sens. Les disciples l’appellent simplement « Tsuji », sans le respect dû, et lui tapent parfois sur la tête. C'est une étrange religion...*
Mais ici Tsuji a malheureusement été dépeint comme un personnage religieux. Cela semble contradictoire mais Tsuji est un homme religieux sans religion... Tout comme l'art n'est pas une religion, la vie de Tsuji n'en est pas une. Mais dans un sens si... Tsuji se considérait lui-même comme un Unmensch... Si le Zarathoustra de Nietzsche est une religion... alors l'enseignement de Tsuji est une meilleure religion que celle de Nietzsche, car Tsuji vivait en accord avec ses principes...
Tsuji est un sacrifice de la culture moderne... Dans le monde littéraire japonais, il est considéré comme un rebelle. Mais ce n'est pas parce que c'est un ivrogne, ou pour son manque de bonnes manières, ni parce qu'il était anarchiste. C'est parce qu'il met en avant ses ironies marginales aussi hardiment qu'un bandit... Tsuji lui-même est une personne très timide et réservé... mais sa clarté et son amour-propre révèlent les mensonges des grands du monde littéraire... [bien que] pour beaucoup, il apparaît uniquement comme un voyou anarchiste... Le monde littéraire le considère seulement comme étant venu au monde pour être le sujet de racontars, mais il est comme Chaplin et provoque des germes d'humour dans ces rumeurs... Les lettrés japonais ordinaires ne comprennent pas que le rire de Chaplin est une tragédie contradictoire... Dans une société de base, les idéalistes sont toujours considérés comme des fous ou des clowns.
Jun Tsuji est toujours ivre. S'il ne boit pas, il ne supporte pas la souffrance et la tristesse de la vie. En une rare occasion il est sobre... et ne voit plus le monde par les yeux d'un incompétent et d'un fou Unmenschien. Puis ses fervents disciples lui apportent du saké à la place d'une offrande cérémonielle, verse l'électricité dans son cœur de robot, et attendent qu'il commencent à bouger... Pour enseigner l'Unmensch. C'est une religion pour les faibles, les prolétaires, les égoïstes et ceux à la personnalité brisée, et en même temps, c'est une religion plus pure et plus douloureuse pour les intellectuels modernes. »

## Source de la traduction
- (en) Cet article est partiellement ou en totalité issu de l’article de Wikipédia en anglais intitulé « Jun Tsuji » (voir la liste des auteurs).